# Metoda gradientu sprzężonego

Porównanie zbieżności metody gradientu prostego (na zielono) i sprzężonego gradientu (na czerwono) dla minimalizacji formy kwadratowej powiązanej z zadanym układem równań liniowych. Metoda sprzężonego gradientu zbiega w co najwyżej n krokach, gdzie n jest rozmiarem macierzy zadanego układu (tutaj n=2).

Metoda gradientu sprzężonego (ang. conjugate gradient method, w skrócie CG) jest algorytmem numerycznym służącym do rozwiązywania niektórych układów równań liniowych. Pozwala rozwiązać te, których macierz jest symetryczna i dodatnio określona. Metoda gradientu sprzężonego jest metodą iteracyjną, więc może być zastosowana do układów o rzadkich macierzach, które mogą być zbyt duże dla algorytmów bezpośrednich takich jak np. rozkład Choleskiego. Takie układy pojawiają się często w trakcie numerycznego rozwiązywania równań różniczkowych cząstkowych.
Metoda gradientu sprzężonego może również zostać użyta do rozwiązania problemu optymalizacji bez ograniczeń.

## Opis metody
Rozpatrzmy rozwiązania poniższego układu równań:
Ax = b,
gdzie macierz A n na n jest symetryczna, rzeczywista i dodatnio określona.
Oznaczmy rozwiązanie tego układu przez x*.

### Bezpośrednia metoda gradientu sprzężonego
Mówimy, że dwa niezerowe wektory u i v są sprzężone (względem A), jeśli
{\displaystyle \mathbf {u} ^{\mathrm {T} }\mathbf {A} \mathbf {v} =\mathbf {0} .}
Ponieważ A jest symetryczna i dodatnio określona, lewa strona definiuje iloczyn skalarny:
{\displaystyle \langle \mathbf {u} ,\mathbf {v} \rangle _{\mathbf {A} }:=\langle \mathbf {A} ^{\mathrm {T} }\mathbf {u} ,\mathbf {v} \rangle =\langle \mathbf {A} \mathbf {u} ,\mathbf {v} \rangle =\langle \mathbf {u} ,\mathbf {A} \mathbf {v} \rangle =\mathbf {u} ^{\mathrm {T} }\mathbf {A} \mathbf {v} .}
Więc, dwa wektory są sprzężone jeśli są ortogonalne względem tego iloczynu skalarnego. Sprzężoność jest relacją symetryczną.
Przypuśćmy, że {pk} jest ciągiem n wzajemnie sprzężonych kierunków. Wtedy pk tworzą bazę Rn, wektor x* będący rozwiązaniem Ax = b możemy przedstawić w postaci:
{\displaystyle \mathbf {x} _{*}=\sum _{i=1}^{n}\alpha _{i}\mathbf {p} _{i}.}
Współczynniki otrzymujemy w następujący sposób:
{\displaystyle \mathbf {A} \mathbf {x} _{*}=\sum _{i=1}^{n}\alpha _{i}\mathbf {A} \mathbf {p} _{i}=\mathbf {b} ,}
{\displaystyle \mathbf {p} _{k}^{\mathrm {T} }\mathbf {A} \mathbf {x} _{*}=\sum _{i=1}^{n}\alpha _{i}\mathbf {p} _{k}^{\mathrm {T} }\mathbf {A} \mathbf {p} _{i}=\mathbf {p} _{k}^{\mathrm {T} }\mathbf {b} ,}
{\displaystyle \alpha _{k}={\frac {\mathbf {p} _{k}^{\mathrm {T} }\mathbf {b} }{\mathbf {p} _{k}^{\mathrm {T} }\mathbf {A} \mathbf {p} _{k}}}={\frac {\langle \mathbf {p} _{k},\mathbf {b} \rangle }{\quad \langle \mathbf {p} _{k},\mathbf {p} _{k}\rangle _{\mathbf {A} }}}={\frac {\langle \mathbf {p} _{k},\mathbf {b} \rangle }{\quad \|\mathbf {p} _{k}\|_{\mathbf {A} }^{2}}}.}
Co daje nam następującą metodę rozwiązywania równania Ax = b. Najpierw znajdujemy ciąg n sprzężonych kierunków, następnie obliczamy współczynniki {\displaystyle \alpha _{k}.}

### Metoda gradientu sprzężonego jako metoda iteracyjna
Jeśli właściwie dobierzemy sprzężone wektory pk, możemy nie potrzebować ich wszystkich do dobrej aproksymacji rozwiązania x*. Możemy więc spojrzeć na CG jak na metodę iteracyjną. Co więcej, pozwoli nam to rozwiązać układy równań, gdzie n jest tak duże, że bezpośrednia metoda zabrałaby zbyt dużo czasu.
Oznaczmy punkt startowy przez x0. Bez starty ogólności możemy założyć, że x0 = 0 (w przeciwnym przypadku, rozważymy układ Az = b − Ax0).
Zauważmy, że rozwiązanie x* minimalizuje formę kwadratową:
{\displaystyle f(\mathbf {x} )={\frac {1}{2}}\mathbf {x} ^{\mathrm {T} }\mathbf {A} \mathbf {x} -\mathbf {x} ^{\mathrm {T} }\mathbf {b} ,\quad \mathbf {x} \in \mathbf {R} ^{n}.}
Co sugeruje, by jako pierwszy wektor bazowy p1 wybrać gradient f w x = x0, który wynosi Ax0−b, a ponieważ wybraliśmy x0 = 0, otrzymujemy −b. Pozostałe wektory w bazie będą sprzężone do gradientu (stąd nazwa metoda gradientu sprzężonego).
Niech rk oznacza rezyduum w k-tym kroku:
{\displaystyle \mathbf {r} _{k}=\mathbf {b} -\mathbf {Ax} _{k}.}
Zauważmy, że rk jest przeciwny do gradientu f w x = xk, więc metoda gradientu prostego nakazywałaby ruch w kierunku rk. Tutaj jednak założyliśmy wzajemną sprzężoność kierunków pk, więc wybieramy kierunek najbliższy do rk pod warunkiem sprzężoności. Co wyraża się wzorem:
{\displaystyle \mathbf {p} _{k+1}=\mathbf {r} _{k}-{\frac {\mathbf {p} _{k}^{\mathrm {T} }\mathbf {A} \mathbf {r} _{k}}{\mathbf {p} _{k}^{\mathrm {T} }\mathbf {A} \mathbf {p} _{k}}}\mathbf {p} _{k}.}

### Wynikowy algorytm
Upraszczając, otrzymujemy poniższy algorytm rozwiązujący Ax = b, gdzie macierz A jest rzeczywista, symetryczna i dodatnio określona. x0 jest punktem startowym.
{\displaystyle r_{0}:=b-Ax_{0}}
{\displaystyle p_{0}:=r_{0}}
{\displaystyle k:=0}
repeat
{\displaystyle \alpha _{k}:={\frac {r_{k}^{\top }r_{k}}{p_{k}^{\top }Ap_{k}}}}
{\displaystyle x_{k+1}:=x_{k}+\alpha _{k}p_{k}}
{\displaystyle r_{k+1}:=r_{k}-\alpha _{k}Ap_{k}}
if rk+1 jest "wystarczająco mały" then exit loop end if
{\displaystyle \beta _{k}:={\frac {r_{k+1}^{\top }r_{k+1}}{r_{k}^{\top }r_{k}}}}
{\displaystyle p_{k+1}:=r_{k+1}+\beta _{k}p_{k}}
{\displaystyle k:=k+1}
end repeat
Wynikiem jest {\displaystyle x_{k+1}}

### Przykład metody gradientu sprzężonego wOctave/MATLAB
```
function
 
[x]
 
=
 
conjgrad
(
A,b,x0
)

r
 
=
 
b
 
-
 
A
*
x0
;

w
 
=
 
-
r
;

z
 
=
 
A
*
w
;

a
 
=
 
(
r
'*
w
)
/
(
w
'*
z
);

x
 
=
 
x0
 
+
 
a
*
w
;

for
 
i
 
=
 
1
:
size
(
A
,
1
);

    
r
 
=
 
r
 
-
 
a
*
z
;

    
if
(
 
norm
(
r
)
 
<
 
1e-10
 
)

        
break
;

    
end

    
B
 
=
 
(
r
'*
z
)
/
(
w
'*
z
);

    
w
 
=
 
-
r
 
+
 
B
*
w
;

    
z
 
=
 
A
*
w
;

    
a
 
=
 
(
r
'*
w
)
/
(
w
'*
z
);

    
x
 
=
 
x
 
+
 
a
*
w
;

end

end

```